# Knights of Pen & Paper
Knights of Pen & Paper — компьютерная ролевая игра, разработанная Behold Studios и изданная Paradox Interactive и Seaven Studio. Она была выпущена 30 октября 2012 года для iOS и Android. 18 июня 2013 года было выпущено издание Knights of Pen & Paper: +1 Edition для Windows, OS X и Linux. Версия Nintendo Switch под названием Knights of Pen & Paper: +1 Deluxier Edition была выпущена 29 мая 2018 года в Северной Америке и Европе и 21 ноября 2019 года в Японии. Аналогичные версии для PlayStation 4 и Xbox One были выпущены 29 и 30 мая 2018 года соответственно.

## Игровой процесс
Knights of Pen & Paper — компьютерная ролевая игра с пошаговой боевой системой. Отличительной чертой является метаигровой сюжет: действие разворачивается в воображении группы игроков, собравшихся за настольной ролевой игрой наподобие Dungeons & Dragons. Игровой процесс позволяет управлять как персонажами внутриигровой истории, так и ведущим (Dungeon Master), что даёт возможность выбирать предстоящие сражения. Игровой стол, за которым находятся участники, постоянно присутствует в кадре.
Иногда персонажи-игроки разговаривают между собой неформально. Игра содержит много отсылок на 16-битные РПГ.

## Отзывы и продажи
| Сводный рейтинг    | Сводный рейтинг                                                         |
| Агрегатор          | Оценка                                                                  |
| ------------------ | ----------------------------------------------------------------------- |
| Metacritic         | 83/100(iOS, 13 обзоров) 80/100(Switch, 5 обзоров) 62/100(PC, 9 обзоров) |
| Иноязычные издания |                                                                         |
| Издание            | Оценка                                                                  |
| Eurogamer          | (iOS) 9/10                                                              |

Игра получила преимущественно положительные отзывы на iOS и Nintendo Switch и смешанные отзывы на PC. На сайте-агрегаторе Metacritic средняя оценка Knights of Pen & Paper составляет 83 из 100 на основе 13 обзоров для платформы iOS, средняя оценка Knights of Pen and Paper +1 Edition составляет 62 из 100 на основе 9 обзоров для платформы PC и средняя оценка Knights of Pen and Paper +1 Deluxier Edition составляет 80 из 100 на основе 5 обзоров для платформы Nintendo Switch.
В рецензии Eurogamer Рич Стэнтон назвал версию для iOS редким примером того, как необычная концепция воплощается настолько успешно, что полностью увлекает игрока, отметив также, что игра вызвала у него желание познакомиться с оригинальной Dungeons & Dragons. В обзоре для Gamezebo Ник Тайвок описал проект как одновременно пародию и данью уважения классическим ролевым играм, отдельно отметив остроумные диалоги.
Летом 2018 года, благодаря уязвимости в защите Steam Web API, стало известно, что точное количество пользователей сервиса Steam, которые играли в Knights of Pen and Paper +1 Edition хотя бы один раз, составляет 342 008 человек.

## Продолжения
Игра получила продолжение под названием Knights of Pen & Paper 2, разработанное Kyy Games и выпущенное в 2015 году.
Galaxy of Pen & Paper — компьютерная ролевая игра, основанная на научной фантастике, а не на мечах и магии, которая была снова разработана Behold Studios и изданная Paradox Interactive в 2017 году.
Knights of Pen & Paper 3 — компьютерная ролевая игра вышла в марте 2023 года.